# Radio Capital (Venezuela)
Radio Capital, también conocida como Capital 710 .... Tu Radio, es una estación de radio en  amplitud modulada ubicada en Caracas, Venezuela. 
Con ese nombre se designaron también a varias emisoras de radio venezolanas en  frecuencia modulada que formaron parte de la cadena radial Capital FM. Eran radios hermanas de Capital 710.

## Historia

### Capital 710
Radio Capital 710 salió al aire el 23 de septiembre de 1968. Sus fundadores fueron los productores Oswaldo Yepes y Tito Martínez del Box junto al industrial Radamés Lebrón. Ellos habían adquirido la emisora La Voz de la Patria 710 AM (fundada en 1937) de monseñor Jesús María Pellín. Durante años tuvo un estilo juvenil con predominio de canciones en inglés que combinaba con espacios informativos y de opinión. Iba dirigida a los sectores socioeconómicos A, B y C.
Un programa destacado de Capital 710 es El Noticiero Compacto Radio Capital conducido durante muchos años por el locutor Adolfo Martínez Alcalá. El noticiero contiene los segmentos La Mancheta Capital y la Media Cuartilla Editorial.
Con la aparición de las FM en Venezuela en los años noventa, Capital 710 dio un giro hacia un contenido más centrado en los programas informativos y de opinión que en la música.

### Capital FM
El circuito Capital FM surgió en los años 90. La cadena tenía señales en Caracas (104.5 FM, cuya señal salió al aire el 31 de julio de 1989), Valencia (92.3 FM), Maracaibo (90.3 FM), Lechería (91.5 FM) y Maracay (107.5 FM). La 104.5 FM en Caracas poseía un estilo musical adulto contemporáneo.
Con el tiempo, el circuito se desmembró. La 104.5 Capital FM fue comprada por el empresario Peter Taffin quien la convirtió en la señal matriz de Rumbera Network. Posteriormente la 104.5 FM pasó a formar parte del circuito Musik FM.